# Universität Zenica

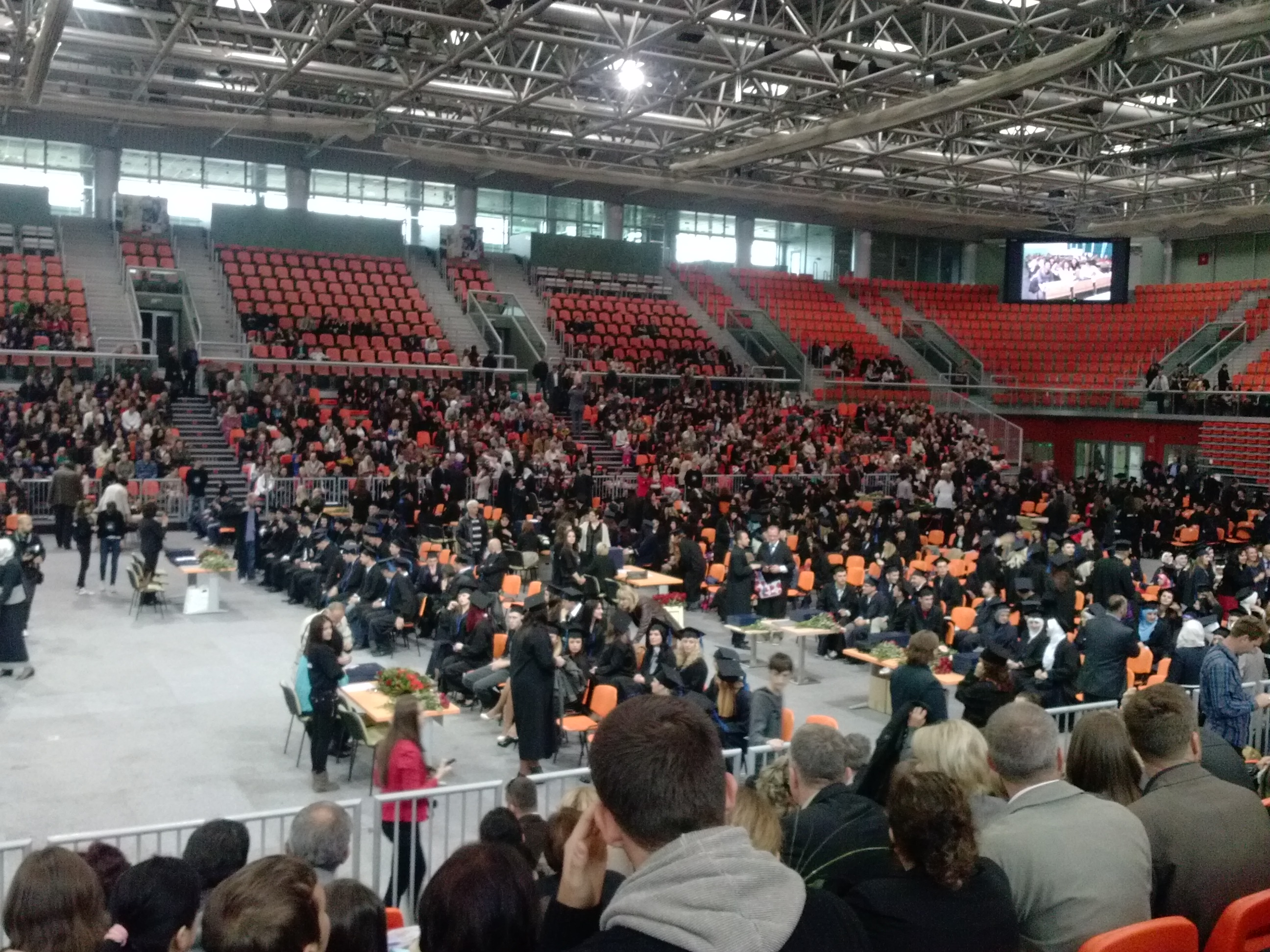
Abschlussfeier der Zenica University (Oktober 2013)

Die Universität Zenica ist eine staatliche Institution in Bosnien und Herzegowina. Die Gründung geht zurück auf eine Fachschule für Metallurgie, die 1961 der Universität Sarajevo als externe  Fakultät angegliedert wurde. In den Folgejahren wurden weitere Fakultäten gegründet die teilweise der Universität Tuzla angegliedert waren. Am 18. Oktober 2000 wurde auf Beschluss der Kantonsregierung von Zenica-Doboj die Universität Zenica als selbständige Institution gegründet. Die Universität ist Mitglied im Netzwerk der Balkan-Universitäten (Albanien, Bosnien-Herzegowina, Bulgarien, Griechenland, Kosovo, Kroatien, Mazedonien, Moldawien, Montenegro, Rumänien, Serbien, Slowenien, Türkei).
Es gibt acht Fakultäten, an welchen Studienprogramme für Bachelor- und Masterabschlüsse entsprechend der Bologna-Regeln angeboten werden.

## Fakultäten und Schulen
- Fakultät für Metallurgie und Materialwissenschaften
- Fakultät für Maschinenbau
- Fakultät für Polytechnik
- Fakultät für Erziehung und Ausbildung
- Fakultät für Ökonomie
- Fakultät für Rechtswissenschaft
- Fakultät für Gesundheit
- Fakultät für Islamische Religionspädagogik